# 吳光正
吳光正，大紫荊勳賢，GBS，JP（1946年9月5日—），於上海出生，香港著名商人，已故船王包玉剛第二女婿，隆豐環球集團主席，前九龍倉集團董事局主席、現任首席顧問，曾擔任港區全國政協常委，曾任香港貿易發展局主席（2000年至2007年）。

## 背景
吳光正祖籍浙江慈溪，與吳錦堂同族，父親吴绍麟是曾在德國留學的建築學博士。吳光正生於上海，5歲時隨父母移民香港，就讀於聖士提反書院附屬小學（1958年小六）及聖士提反書院，後曾到美國俄亥俄州辛辛那提大學留學，主修物理與數學且於1970年取得學士學位，1971年再在哥倫比亞大學商學院取得工商管理碩士學位。畢業後曾在紐約及香港的美國大通銀行任職，1973年與船王包玉剛的次女包陪容結婚，1975年在包玉剛旗下的環球船運集團出任董事。
1981年包玉剛成功從英資怡和洋行手中收購九龍倉集團控制權，包玉剛逝世後，吳光正於1986年至1994年期間出任九龍倉集團董事會主席，其後辭去主席職務，由李唯仁接替；2002年4月1日恢復成為董事會主席，至2015年2月卸任。1986年至1996年期間亦擔任會德豐集團董事會主席。
吳光正曾經參加1996年香港行政長官選舉，並為此辭去所有上市公司職務。但最後在選舉委員會的選舉中落敗，由董建華勝出。吳光正此後多年已多次表示無意再角逐特首一職。
2011年3月1日，吳光正家族以私人名義買入Ferragamo母公司 SalvatoreFerragamo Italia Spa 8%股權。
2012年9月12日，吳光正家族以私人名義買入龍湖地產 5.04%股權。2.6049億股。成為公司第二大股東。吳光正再度增持龍湖地產（00960）股權，於12月6日以每股均價15.203元，購入45萬股，涉資共684.13萬元，持股比例由5.99%增至6%。
2012年11月8日，吳光正家族透過哥連頓證券持有新鴻基地產1.84%股權。吳光正持有會德豐60.01%股權12.1935億股。
2015年5月，吳光正辭去九倉集團董事局主席職務，由吳天海接任。
2021年7月12日，吳光正家族透過Jumbomax Investments Limited增持龍湖地產持股由6.99%，升至7.03%。

## 財富排名
2021年，福布斯公布吳光正家族資產達186億美元
2023 年，福布斯公布吳光正家族資產136 億美元
2015 年，福布斯公布吳光正家族資產86 億美元

## 個人生活
吳光正於1973年與船王包玉剛的次女包陪容結婚，育有1子2女，長女吳宗明、次女吳宗恩及幼子吳宗權。

## 持有物業
- 大浪灣道22號大屋
- 石澳道18號大屋

## 擔任公職
- 香港理工大學校董會主席（1993年－1997年）
- 香港醫院管理局主席（1995年4月1日－2000年9月30日）
- 香港特別行政區籌備委員會委員
- 全國政協委員會常務委員（2003年3月－2018年3月）
- 香港貿易發展局主席（2000年10月1日－2007年9月30日）
- 香港環境及自然保育基金委員會主席

## 榮譽
- 比利時皇家利艾甫勳銜（1993年）
- 香港太平紳士（1993年）
- 金紫荊星章（1998年）
- 大紫荊勳章（2012年）

## 參看
- 包玉剛家族

## 外部連結
- 連卡佛（页面存档备份，存于）
- 俊思集團（页面存档备份，存于）
- Joyce（页面存档备份，存于）